# Apogonia basiventris
Apogonia basiventris är en skalbaggsart som beskrevs av Conrad Ritsema 1913. Apogonia basiventris ingår i släktet Apogonia och familjen Melolonthidae. Inga underarter finns listade i Catalogue of Life.